# Tropidocephala zela
Tropidocephala zela är en insektsart som beskrevs av Ronald Gordon Fennah 1988. Tropidocephala zela ingår i släktet Tropidocephala och familjen sporrstritar. Inga underarter finns listade i Catalogue of Life.